# تجمع الكودة (تريم)
'

تعديل مصدري - تعديل

تجمع الكودة هي إحدى قرى عزلة تريم بمديرية تريم التابعة لمحافظة حضرموت، بلغ تعداد سكانها 33 نسمة حسب تعداد اليمن لعام 2004.